# Зворникская крепость
Зворникская крепость — средневековый замок, расположенный в городе Зворник, Республика Сербская, Босния и Герцеговина, на горе Младевац с видом на долину Подринье. Крепость находится на высоте 147 метров над уровнем моря.

## История
Средневековый город Зворник под названием «Джурджевград» или «Кула град» впервые упоминается как собственность боснийской средневековой феодальной семьи Златоносовичей в 1410 году, когда в этом районе находился венгерский король Сигизмунд. Он был, вероятно, построен в XII или XIII веке и является одной из крупнейших средневековых крепостей в Боснии и Герцеговине.

### Австро-Венгрия
Часть этого сооружения была разрушена в 1878 году во время австро-венгерского вторжения в Боснию и Герцеговину.

### Вторая мировая война
Усташские формирования фашистского Независимого государства Хорватия заняли крепость вместе с остальной частью Зворника и большей частью Боснии в апреле 1941 года. Крепость была освобождена в июле 1943 года 1-й Пролетарской бригадой во время битвы за Зворник.

### Боснийская война
Начиная с 8 апреля 1992 года, около 300 солдат Армии Республики Босния и Герцеговина защищали крепость от сербских солдат Югославской народной армии на первых этапах Боснийской войны. После Боснийской войны Зворник стал частью Республики Сербской, и новое сербское правительство построило церковь на территории крепости и перенесло церковный колокол из деревни Дивич в новую церковь, чтобы отметить их победу над боснийцами.
В мае 2013 года в Кула-граде были обнаружены останки нескольких жертв войны 1990-х годов.

## Галерея
- Внутреннее убранство основного строения
- Сбоку видны две пушки
- Вид из крепости
- Подземелье
- Потолок комнаты в основном строении
- Двор
- Двор с камерами наблюдения